# Sơn cư tạp thuật
Sơn cư tạp thuật (chữ Nho: 山居雜述), còn có tên là Sơn cư tạp chí (山居雜誌), là một tác phẩm dã sử viết bằng chữ Hán do Đan Sơn (~1735 - ?) biên soạn vào những năm quân Tây Sơn ra Bắc Hà diệt chúa Trịnh (khoảng 1786 - 1789), tức ở cuối thế kỷ 18 thời Hậu Lê trong lịch sử Việt Nam.

## Hoàn cảnh ra đời
Trong bài Tựa ghi ở tập đầu bộ Sơn cư tạp thuật, Đan Sơn đã nói rõ vì sao có tác phẩm, sau đây là đoạn trích (dịch từ chữ Hán): 
| “ | Tôi ở trọ ở Đan Sơn đã tám năm, gặp khi cuộc đời biến đổi, mưu tính tránh xa mà chưa kịp. Không bao lâu, loạn lạc khắp nơi, góc biển bên trời, không một chỗ nào yên ổn. Các sách vở của ông cha để lại cho, mười phần mất đến bảy tám phần. (Tôi) tạm ở nơi lẻ loi, âm thầm buồn bã, ngắm cảnh giang sơn, cảm thấy vô cùng nhớ quê; trời xanh vòi vọi, lòng lo đau đáu, tôi tự tìm cách giải khuây mà chưa biết làm gì. Một hôm sự nghĩ người xưa có câu: "Gặp thời loạn ly, đọc sách là hơn cả", tôi mới lấy sách làm bạn... ...Đọc sách cổ mà nghĩ chuyện nay, hoặc nghe chuyện nay mà nhớ lại sách cổ. Mỗi khi thu hoạch điều gì, lấy bút ghi lại, tuy việc nọ việc kia lộn xộn, không có thứ tự, mỗi ngày tích lại, họp thành một số quyển. Cố nhiên, mấy quyển này cũng không dám cốt cho mọi người coi, để ở trên bàn cùng đọc tiêu khiển. Nhỡ ra, ai thấy mấy quyển ấy, mong chữa sửa lại cho, thật là may mắn và tạ ơn vô cùng... | ” |

## Về tác giả
Hiện vẫn chưa rõ tên thật, thân thế và sự nghiệp của Đan Sơn. Đây chỉ là địa danh nơi tác giả ẩn cư, theo đó làm tên hiệu cho mình. Ngoài ra, tác giả còn có một biệt hiệu nữa là Tùng Kinh.
Đan Sơn là người ở làng Lam Kiều (cạnh làng Bột Thượng là quê của Nguyễn Quỳnh, tục gọi là Trạng Quỳnh), huyện Hoằng Hóa, tỉnh Thanh Hóa.
Ông sinh vào thời vua Lê Ý Tông (ở ngôi: 1735 - 1740). Khi quân Tây Sơn ra Thăng Long dẹp họ Trịnh (1786), tác giả đang ở Đan Sơn (một làng ở huyện Đan Phượng, Hà Tây; nay thuộc Hà Nội), rồi ẩn cư luôn tại đấy. Trong thời kỳ này, ông viết Sơn cư tạp thuật.
Theo Nguyễn Đăng Na, thì Đan Sơn còn là tác giả Đan Sơn thi tập và Tham khảo tạp ký, mà có người hiểu lầm là do Phạm Đình Hổ soạn.

## Về tác phẩm
Sơn cư tạp thuật là một tác phẩm cùng loại và cùng thời với Lữ trung tạp thuyết của Bùi Huy Bích, Vũ trung tùy bút của Phạm Đình Hổ.
Sơn cư tạp thuật có 3 quyển, gồm 184 thiên (truyện). Trong đó có một số truyện do Đan Sơn viết, và ông đã ghi lại khá trung thực những điều mắt thấy tai nghe cũng như những sở đắc của mình khi đọc sách. Có một số truyện, ông chép từ các sách khác, như: Công Dư Tiệp ký (Vũ Phương Đề), Tục Tiệp ký (Trần Tiến), Diễn Trai tập (Lê Dĩnh), Kiên biều tập (Chử Nhân Hoạch), v.v.
Trong Sơn cư tạp thuật có những truyện đáng chú ý và rất có ích cho sử học, như truyện: "Hưng Đạo Vương giáo trung thư", "Thái giám Nguyễn An", "Thăng Long thành", "Man Liêu phong tục", "Thi pháp", "Học thuật", "Đào kép", "Sư chùa núi Yên Tử" (Huyền Quang), "Sứ giả phương Bắc", "Nữ hóa nam", v.v.
Hiện trong Thư viện Khoa học xã hội (Hà Nội) còn lưu giữ được bản chép tay Sơn cư tạp thuật mang ký hiệu A.822, và ở Thư viện Khoa học (Hà Nội) cũng có một bản chép tay khác có tên là Sơn cư tạp chí mang ký hiệu VHv. 1835.

## Điểm nổi bật

### Tác phẩm đầu tiên nói về chuyển đổi giới
Trong cuộc Hội thảo về Giới trong Văn học và Ngôn ngữ học đã được tổ chức tại Khoa Ngữ văn - Trường Đại học Sư phạm Hà Nội, Nguyễn Thanh Tùng cho biết tác phẩm văn học của Việt Nam sớm nhất đề cập đến hiện tượng "chuyển đổi giới' có lẽ là Sơn cư tạp thuật của Đan Sơn (cuối thế kỷ 18).
Trích một đoạn trong truyện "Nữ hóa nam": 
| “ | Trong niên hiệu Bảo Thái (đời vua Lê Dụ Tông) ở nước ta, một người đàn bà là Thị Viết ở xã Mộc Nhuận, huyện Đông Sơn (nay là xã Đông Yên, huyện Đông Sơn, tỉnh Thanh Hóa), là vợ ưu binh, đẻ được hai đứa con, rồi ốm liệt hơn một năm. Bỗng một hôm, người đàn bà này sưng đau ở bộ phận sinh dục, rồi hóa thành hình người đàn ông. Vì cha mẹ chị ta sinh toàn con gái, nên chị ta xin quan cho trở về phía cha mẹ để nối dõi tông đường. Quan trên sau khi khám nghiệm xác thực đã chuẩn y lời thỉnh cầu của chị ta. | ” |

### Tác phẩm phản ánh sự thắng thế của dục vọng
Không như Tổ gia thực lục và một số sách thiền sử khác, trong truyện "Sư chùa núi Yên Tử", người kể cho rằng sư Huyền Quang đã thông dâm với Thị Bích. Trích một đoạn:
| “ | Đêm đó vào quãng canh ba, trăng vằng vặc chiếu, gió thông lùa bức rèm lay động. Lúc ấy Huyền Quang chưa ngủ. Nhà sư dạo gót ngoài thềm chợt thấy quần lụa (của Thị Bích) trễ xuống gần nửa, để lộ thịt da tuyết trắng. Chẳng nỡ lòng nhìn, Huyền Quang bỏ đi. Trăng tà lặn dần xuống thấp, bóng trúc che khuất cửa. Huyền Quang quay về tăng phòng. Nhưng khi tới cửa phòng thì nhà sư nhìn thấy quần hồng của Thị Bích đã tụt hẳn xuống. Thế là lòng thiền xao động, không thể kìm giữ được nữa... Song Thị Bích không nghe cương quyết cự lại. Lửa dục trong lòng nhà sư bùng lên dữ dội, chàng bèn lấy cả số vàng được nhà vua ban tặng đưa ra cho Thị Bích rồi thông dâm cùng nàng. | ” |

Khi giới thiệu truyện này, Thạc sĩ Đỗ Thu Thủy có kèm theo lời bình như sau:
Câu chuyện phản ánh sự thắng thế của dục vọng trần tục trước những lý tưởng cao siêu mà xa vời, của phần đời với phần đạo... Cảm hứng bao trùm của câu chuyện, vì thế, là cảm hứng ngợi ca những niềm vui trần thế, là tiếng cười sảng khoái của tác giả khi phát hiện ra "gót chân Asin" của một thần tượng tôn giáo với ý niệm cảm thông hơn là phê phán...
Điều này minh chứng cho xu thế vận động, phát triển của văn học trung đại nói chung, của văn xuôi tự sự nói riêng qua gần 4 thế kỷ. Đó là quá trình dịch chuyển từ văn học chức năng, coi trọng mục đích truyền đạo, giáo huấn hướng tới sáng tạo nghệ thuật đích thực, coi trọng việc miêu tả, khám phá và tái hiện một cách chân thực bức tranh về đời sống, về con người...

## Sách tham khảo chính
- Trần Văn Giáp. Tìm hiểu kho sách Hán Nôm (Tập 1 và Tập 2 in chung). Nhà xuất bản Khoa học xã hội, Hà Nội, 2003.
- Nguyễn Đăng Na, Văn xuôi tự sự Việt Nam (Tập Một). Nhà xuất bản Giáo dục, Hà Nội, 1997.